# Vrbske žrtve
Vrbske žrtve je događaj u Brodu (danas Slavonskom Brodu) koji se dogodio 20. veljače 1935. godine kada su hrvatski seljaci iz Gornje Vrbe i Ruščice prosvjedujući protiv velikosrpskog terora dočekani ispred Gradskog groblja od jugoslavenske žandarmerije, te tamo prebijeni i mučki ubijeni. 

## Buna seljaka brodskog Posavlja
Ogorčenost seljaka bila je reakcija na osam ubijenih seljaka u Sibinju 19. veljače 1935. godine (Sibinjske žrtve) iz obližnjih okolnih sela i Donjih Andrijevaca u događajima poznatijim u povijesti kao Buna seljaka brodskog Posavlja.
Dana 20. veljače 1935.  godine na Gradskom groblju u Brodu ubijeno je šest seljaka iz Ruščice i Gornje Vrbe koji su, kao i sibinjski seljaci, prosvjedovali protiv velikosrpskog terora.
Na slavonskobrodskom Gradskom groblju ubijeni su: 
1. Mirko Milec (iz Ruščice),
2. Ivan Martić (iz Ruščice),
3. Stipo Mirković (iz Ruščice),
4. Tomo Vargić (iz Gornje Vrbe),
5. Ivan Borevković (iz Gornje Vrbe),
6. Franjo Borevković (iz Gornje Vrbe).[1]

Nakon veljačkih zbivanja u Brodskom kotaru žandarmerijske su patrole svakodnevno krstarile selima i pazile na svaki korak žitelja. Zaredali su pregledi seoskih kuća, od seljaka je oduzeto oružje - ponajviše lovačke puške. Seljaci su se zbog takvih postupaka žalili mjerodavnim organima. Tako su se žene uhićenih požalile »zbog zlostavljanja njihovih muževa, djece i njih samih«. Službenik im je odgovorio da ih »treba sve poubijati, poklati i ponaticati na bajunete.«
Upravo taj mali i opori dijalog seljanki i službenika režima predstavlja najbolji sukus situacije i zbivanja u Brodskom kotaru tijekom 1935. godine, ali i ranijih godina. 
Izrazita je nesnošljivost režima prema narodu koji je izražavao snažnu odanost Hrvatskoj seljačkoj stranci i hrvatskoj nacionalnoj ideji. Zbog te ideje i njezina oživotvorenja seljaci sela iz okolice Slavonskog Broda bili su spremni dati i život. 